# Iron Bowl
L’Iron Bowl est un match de football américain universitaire joué chaque année lors de la dernière journée de saison régulière entre deux équipes voisines et rivales de l'Alabama : les Crimson Tide de l'Alabama et les Tigers d'Auburn. Le terme bowl est une référence à la rivalité entre les deux universités, mais sans lien avec un bowl de fin de saison.
C'est le derby de l'Alabama qui oppose deux des équipes les plus prestigieuses et les plus titrées de NCAA. C'est l'une des plus importantes rivalités en football américain universitaire,,.
Le premier Iron Bowl est joué en 1893. Il se dispute chaque année sans interruption depuis 1948. 
Ce match s'est joué dans la ville de Birmingham en Alabama pendant de nombreuses années dans le stade dénommé Legion Field et le nom du bowl (Iron ou fer en français) fait référence au rôle historique de cette ville dans l'industrie sidérurgique. C'est à l'entraîneur principal d'Auburn Ralph "Shug" Jordan (en) que l'on doit la première utilisation du terme Iron Bowl. Alors que les journalistes lui demande comment il va faire face à la déception de ne pas jouer de bowl d'après saison, il leur répond qu'il a déjà joué un bowl puisque son équipe en joue un chaque année qui est l'Iron Bowl de Birmingham.
Fin de saison 2024, il a été joué à 89 reprises. Alabama mène par 51 victoires contre 37 pour Auburn et un match nul.

## Palmarès
(dernière mise à jour = 11 octobre 2024)
Depuis 1893, le Crimson Tide et les Tigers se sont rencontrés à 89 reprises. Alabama mène les statistiques avec 51 victoires, 37 défaites et 1 nul.
Le match a eu lieu dans quatre villes situées dans l'État de l'Alabama : Auburn, Birmingham, Montgomery et Tuscaloosa. 
Alabama mène les statistiques à Birmingham (34–18–1) tandis qu'Auburn mène les statistiques à Tuscaloosa (7–6) et à Auburn (10–5). Les deux équipes ont gagné à deux reprises à Montgomery (2–2). 
Alabama mène les statistiques de l'ère moderne soit depuis l'année 1948 (43–30). 
Pour la première fois de l'histoire de la rivalité, les gagnants de cinq Iron Bowls consécutifs ont été qualifiés pour jouer le BCS National Championship Game : 
- Alabama au terme de la saison 2009[6] ;
- Auburn au terme de la saison 2010[7] ;
- Alabama au terme de la saison 2011[8] ;
- Alabama au terme de la saison 2012 ;
- Auburn au terme de la saison 2013 (défaite contre Florida State).

| 51 victoires d'Alabama         | 37 victoires d'Auburn    | 1 nul                    |
| Plus large victoire            | Alabama, 55–0 (1948)     | Alabama, 55–0 (1948)     |
| Plus longue série sans défaite | Alabama, 9 (1973–1981)   | Alabama, 9 (1973–1981)   |
| Série en cours sans défaite    | Alabama, 5 (depuis 2020) | Alabama, 5 (depuis 2020) |

| No | Date              | Lieu       | Vainqueur   | Score | Perdant    |
| -- | ----------------- | ---------- | ----------- | ----- | ---------- |
| 01 | 22 février 1893   | Birmingham | Auburn      | 32-22 | Alabama    |
| 02 | 29 novembre 1893  | Montgomery | Auburn      | 40-16 | Alabama    |
| 03 | 29 novembre 1894  | Montgomery | Alabama     | 18-0  | Auburn     |
| 04 | 23 novembre 1895  | Tuscaloosa | Auburn      | 48-0  | Alabama    |
| 05 | 17 novembre 1900  | Montgomery | Auburn      | 53-05 | Alabama    |
| 06 | 15 novembre 1901  | Tuscaloosa | Auburn      | 17-0  | Alabama    |
| 07 | 18 octobre 1902   | Birmingham | Auburn      | 23-0  | Alabama    |
| 08 | 23 octobre 1903   | Montgomery | Alabama     | 18-06 | Auburn     |
| 09 | 12 novembre 1904  | Birmingham | Auburn      | 29-05 | Alabama    |
| 10 | 18 novembre 1905  | Birmingham | Alabama     | 30-0  | Auburn     |
| 11 | 17 novembre 1906  | Birmingham | Alabama     | 10-0  | Auburn     |
| 12 | 16 novembre 1907  | Birmingham | Nul         | 06-06 | Nul        |
| 13 | 4 décembre 1948   | Birmingham | Alabama     | 55-0  | Auburn     |
| 14 | 3 décembre 1949   | Birmingham | Auburn      | 14-13 | Alabama    |
| 15 | 2 décembre 1950   | Birmingham | #16 Alabama | 34-0  | Auburn     |
| 16 | 2 décembre 1951   | Birmingham | Alabama     | 25-07 | Auburn     |
| 17 | 29 novembre 1952  | Birmingham | #8 Alabama  | 21-0  | Auburn     |
| 18 | 28 novembre 1953  | Birmingham | Alabama     | 10-07 | Auburn     |
| 19 | 27 novembre 1954  | Birmingham | #15 Auburn  | 28-0  | Alabama    |
| 20 | 26 novembre 1955  | Birmingham | #10 Auburn  | 26-0  | Alabama    |
| 21 | 1er décembre 1956 | Birmingham | Auburn      | 34-07 | Alabama    |
| 22 | 30 novembre 1957  | Birmingham | #1 Auburn   | 40-0  | Alabama    |
| 23 | 29 novembre 1958  | Birmingham | #2 Auburn   | 14-08 | Alabama    |
| 24 | 28 novembre 1959  | Birmingham | #19 Alabama | 10-0  | Auburn     |
| 25 | 26 novembre 1960  | Birmingham | #17 Alabama | 03-0  | Auburn     |
| 26 | 2 décembre 1961   | Birmingham | #1 Alabama  | 34-0  | Auburn     |
| 27 | 1er décembre 1962 | Birmingham | #5 Alabama  | 38-0  | Auburn     |
| 28 | 30 novembre 1963  | Birmingham | #9 Auburn   | 10-08 | #6 Alabama |
| 29 | 26 novembre 1964  | Birmingham | #2 Alabama  | 21-14 | Auburn     |
| 30 | 27 novembre 1965  | Birmingham | #5 Alabama  | 30-03 | Auburn     |
| 31 | 3 décembre 1966   | Birmingham | #3 Alabama  | 31-0  | Auburn     |
| 32 | 2 décembre 1967   | Birmingham | #8 Alabama  | 07-03 | Auburn     |
| 33 | 30 novembre 1968  | Birmingham | #15 Alabama | 24-16 | Auburn     |
| 34 | 29 novembre 1969  | Birmingham | #12 Auburn  | 49-26 | Alabama    |
| 35 | 28 novembre 1970  | Birmingham | #11 Auburn  | 33-28 | Alabama    |
| 36 | 27 novembre 1971  | Birmingham | #3 Alabama  | 31-07 | #5 Auburn  |
| 37 | 2 décembre 1972   | Birmingham | #9 Auburn   | 17-16 | #2 Alabama |
| 38 | 1er décembre 1973 | Birmingham | #1 Alabama  | 35-0  | Auburn     |
| 39 | 29 novembre 1974  | Birmingham | #2 Alabama  | 17-13 | Auburn     |
| 40 | 29 novembre 1975  | Birmingham | #4 Alabama  | 28-0  | Auburn     |
| 41 | 27 novembre 1976  | Birmingham | #18 Alabama | 38-07 | Auburn     |
| 42 | 26 novembre 1977  | Birmingham | #2 Alabama  | 48-21 | Auburn     |
| 43 | 2 décembre 1978   | Birmingham | #2 Alabama  | 34-16 | Auburn     |
| 44 | 1er décembre 1979 | Birmingham | #1 Alabama  | 25-18 | Auburn     |
| 45 | 29 novembre 1980  | Birmingham | #9 Alabama  | 34-18 | Auburn     |
| 46 | 28 novembre 1981  | Birmingham | #4 Alabama  | 28-17 | Auburn     |
| 47 | 27 novembre 1982  | Birmingham | Auburn      | 23-22 | Alabama    |
| 48 | 3 décembre 1983   | Birmingham | #3 Auburn   | 23-20 | Alabama    |
| 49 | 1er décembre 1984 | Birmingham | Alabama     | 17-15 | Auburn     |

| No | Date              | Lieu       | Vainqueur   | Score | Perdant     |
| -- | ----------------- | ---------- | ----------- | ----- | ----------- |
| 50 | 30 novembre 1985  | Birmingham | Alabama     | 25-23 | Auburn      |
| 51 | 29 novembre 1986  | Birmingham | #14 Auburn  | 21-17 | Alabama     |
| 52 | 27 novembre 1987  | Birmingham | #7 Auburn   | 10-0  | Alabama     |
| 53 | 25 novembre 1988  | Birmingham | #7 Auburn   | 15-10 | Alabama     |
| 54 | 2 décembre 1989   | Auburn     | #11 Auburn  | 30-20 | #2 Alabama  |
| 55 | 1er décembre 1990 | Birmingham | Alabama     | 16-7  | Auburn      |
| 56 | 30 novembre 1991  | Birmingham | #8 Alabama  | 13-6  | Auburn      |
| 57 | 26 novembre 1992  | Birmingham | #2 Alabama  | 17-0  | Auburn      |
| 58 | 20 novembre 1993  | Auburn     | #6 Auburn   | 22-14 | Alabama     |
| 59 | 19 novembre 1994  | Birmingham | #4 Alabama  | 21-14 | #6 Auburn   |
| 60 | 18 novembre 1995  | Auburn     | Auburn      | 31-27 | #17 Alabama |
| 61 | 23 novembre 1996  | Birmingham | #15 Alabama | 24-23 | Auburn      |
| 62 | 22 novembre 1997  | Auburn     | #13 Auburn  | 18-17 | Alabama     |
| 63 | 21 novembre 1998  | Birmingham | Alabama     | 31-17 | Auburn      |
| 64 | 20 novembre 1999  | Auburn     | #8 Alabama  | 28-17 | Auburn      |
| 65 | 18 novembre 2000  | Tuscaloosa | #18 Auburn  | 9-0   | Alabama     |
| 66 | 17 novembre 2001  | Auburn     | Alabama     | 31-7  | Auburn      |
| 67 | 23 novembre 2002  | Tuscaloosa | Auburn      | 17-7  | #9 Alabama  |
| 68 | 22 novembre 2003  | Auburn     | Auburn      | 28-23 | Alabama     |
| 69 | 20 novembre 2004  | Tuscaloosa | #2 Auburn   | 21-13 | Alabama     |
| 70 | 19 novembre 2005  | Auburn     | #11 Auburn  | 28-18 | #8 Alabama  |
| 71 | 18 novembre 2006  | Tuscaloosa | #15 Auburn  | 22-15 | Alabama     |
| 72 | 24 novembre 2007  | Auburn     | #25 Auburn  | 17-10 | Alabama     |
| 73 | 29 novembre 2008  | Tuscaloosa | #1 Alabama  | 36-0  | Auburn      |
| 74 | 27 novembre 2009  | Auburn     | #2 Alabama  | 26-21 | Auburn      |
| 75 | 26 novembre 2010  | Tuscaloosa | #2 Auburn   | 28-27 | #9 Alabama  |
| 76 | 26 novembre 2011  | Auburn     | #2 Alabama  | 42-14 | Auburn      |
| 77 | 24 novembre 2012  | Tuscaloosa | #2 Alabama  | 49-0  | Auburn      |
| 78 | 30 novembre 2013  | Auburn     | #4 Auburn   | 34-28 | #1 Alabama  |
| 79 | 29 novembre 2014  | Tuscaloosa | #2 Alabama  | 55-44 | #15 Auburn  |
| 80 | 28 novembre 2015  | Auburn     | #2 Alabama  | 29-13 | Auburn      |
| 81 | 26 novembre 2016  | Tuscaloosa | #1 Alabama  | 30-12 | #16 Auburn  |
| 82 | 25 novembre 2017  | Auburn     | #6 Auburn   | 26-14 | #1 Alabama  |
| 83 | 24 novembre 2018  | Tuscaloosa | #1 Alabama  | 52-21 | Auburn      |
| 84 | 30 novembre 2019  | Auburn     | #15 Auburn  | 48-45 | #5 Alabama  |
| 85 | 28 novembre 2020  | Tuscaloosa | #1 Alabama  | 42-13 | #22 Auburn  |
| 86 | 27 novembre 2021  | Auburn     | #1 Alabama  | 24-22 | #22 Auburn  |
| 87 | 26 novembre 2022  | Tuscaloosa | #3 Alabama  | 49-27 | Auburn      |
| 88 | 25 novembre 2023  | Auburn     | #7 Alabama  | 27-24 | Auburn      |
| 89 | 30 novembre 2024  | Tuscaloosa | #13 Alabama | 28-14 | Auburn      |

## Articles annexes
- Liste des matchs de rivalité en football américain universitaire de la NCAA